# Горан Обрадовић Челе
Горан Обрадовић (Нови Сад, 29. јануар 1971) српски је атлетски тренер. Обрадовић ради у Атлетском клубу Војводина из Новога Сада. Активни је члан стручног савета Атлетског Савеза Србије. Горан је најтрофејнији атлетски стручњак у историји Србије. Добитник је многобројних друштвених признања од којих се издвајају следећа: "Мајска награда" највише спортско признање у Србији, "Јован Микић Спартак" највише спортско признање у Војводини, "Трофеј Александар Петровић" најбољи атлетски тренер за 2014, 2015, 2016, 2017, 2018, 2019, 2021, 2022 и 2023. годину, "Најбољи тренер града Новога Сада" за 2013, 2014, 2015, 2016, 2017, 2018 и 2023. годину.

## Каријера
Почео је да се бави атлетиком још 1982. у Атлетском Клубу Војводина из Новога Сада код тренера Ференца Камасија. Највеће спортске успехе је постигао 1991. и 1992. године, када је постао вицешампион државе у дисциплини скок увис. Студирао је на Факултету Физичке Културе у Новом Саду, а дипломирао је на Спортској Академији у Београду. Постао је тренер 1995. и своје прве тренерске успехе постигао са групом скакача: Стеван Зорић, шампион Медитерана у скоку увис; Ђорђе Никетић, шампион Балкана у скоку увис; Марко Милинков, шампион Балкана у скоку удаљ. У 2005. години са својим колегом Феђом Камасијем створио је први вишебојски тим у Србији. Тај тим је створио велики број врхунских атлетичара. Михаил Дудаш постао је велики такмичар и осваја медаље на светским и европским првенствима у свим узрасним категоријама, Игор Шарчевић и Слободан Матијевић, уз десетобој се баве и зимским спортом бобом и успевају да се квалификују за Олимпијске игре у Ванкуверу 2010. Дино Додиг и црногорац Дарко Пешић, десетобојци млађе генерације, успешно бране боје својих националних селекција.
У периоду од 2014—2016. године Обрадовић је радио са црногорском скакачицом увис Маријом Вуковић, која је у том раздобљу постигла национални рекорд са 1,95 м.
Обрадовић своје најзначајније резултате постиже са скакачицом удаљ Иваном Шпановић. Од 2013. године па до данас, освојили су 14 медаља са највећих међународних спортских смотри. Једна од најзначајнијих медаља је свакако она освојена на Светском првенству у атлетици на отвореном 2013. која је била и прва у историји српске атлетике. Србија је чекала 60 година на Олимпијску атлетску медаљу. Ивана је на Олимпијским Играма у Рију дошла до бронзане медаље уз нови национални рекорд 7,08 м. Поред ове, освојила је и златну медаљу на дворанском првенству Европе у Београду 2017. са трећим резултатом у историји скока удаљ са 7,24 м. Након неколико покушаја најзад су успели да се попну на кров света. У Бирмингему на Светско првенство у атлетици у дворани 2018. Ивана је освојила златну медаљу и постала први светски првак у атлетици у историји Србије. Невероватан успех постижу на дворанском првенству Европе у Глазгову 2019. освојивши златну медаљу, трећу у низу, и тако изједначава рекорд који је држала Немица Хајке Дрекслер.
На светском дворанском првенству, које је одржано у Београду марта месеца 2022, Ивана успешно брани титулу светске првакиње са скоком од 7,06м. Исте године у Минхену долази до своје друге титуле Европске првакиње са прескочених 7,06м.
Проглашен је за најуспешнијег тренера Србије за 2023. годину у избору Олимпијског Комитета Србије.